# Cyclonaias tuberculata
Cyclonaias tuberculata är en musselart som först beskrevs av Rafinesque 1820.  Cyclonaias tuberculata ingår i släktet Cyclonaias och familjen målarmusslor. IUCN kategoriserar arten globalt som nära hotad. Inga underarter finns listade i Catalogue of Life.

## Bildgalleri

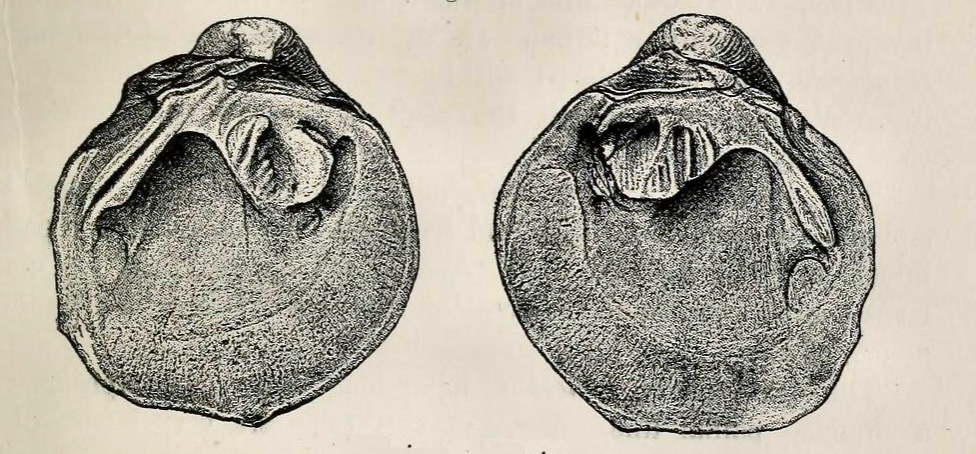